# Platypalpus cothurnatus
Platypalpus cothurnatus är en tvåvingeart som beskrevs av Macquart 1827. Platypalpus cothurnatus ingår i släktet Platypalpus och familjen puckeldansflugor. Arten är reproducerande i Sverige. Inga underarter finns listade i Catalogue of Life.